# Liberia (cantão)
Liberia é um cantão da Costa Rica, situado na província de Guanacaste. Limita ao norte com La Cruz, ao sul com Carrillo, ao leste com Bagaces, ao noroeste com Upala, e ao oeste com o Oceano Pacífico. Possui uma área de 1 436,47 km² e sua população está estimada em 71.528 habitantes.

## Divisão política
Atualmente, o cantão de Carrillo possui 5 distritos:
|   | Nome do Distrito |
| - | ---------------- |
| 1 | Liberia          |
| 2 | Cañas Dulces     |
| 3 | Mayorga          |
| 4 | Nacascolo        |
| 5 | Curubandé        |